# Каджи-Саз
Каджи-Саз (кирг. Кажы-Саз) — село в Тонском районе Иссык-Кульской области Кыргызстана. Входит в состав Тонского аильного округа. Код СОАТЕ — 41702 220 815 03 0.

## Население
По данным переписи 2009 года, в селе проживало 433 человека.